# Anna Sorli Gorriz
Anna Sorli Gorriz (Barcelona) és una empresària catalana, directora del Grup Sorli des de l'any 2015 i fundadora de la marca de roba Somia.
Des de ben petita treballà en l'empresa familiar fundada pel seu avi l'any 1970. Estudià disseny i moda i juntament amb una companya de classe van crear la marca de roba Salamandra però van haver de tancar-la, fet que la va portar a unir-se al grup familiar al departament de màrqueting i publicitat fins a l'any 2015 quan assumí la presidència del grup.
El 2025 fou inclosa a la llista Forbes de les 100 dones més influents de Catalunya.
És mare de dos fills.